# Taurongia ambigua
Taurongia ambigua är en spindelart som beskrevs av Gray 2005. Taurongia ambigua ingår i släktet Taurongia och familjen Desidae.
Artens utbredningsområde är Victoria, Australien. Inga underarter finns listade i Catalogue of Life.